# Aleksandr Derevjagin
Aleksandr Aleksandrovitj Derevjagin (ryska: Александр Александрович Деревягин), född den 24 mars 1979, är en rysk friidrottare som tävlar i kortdistanslöpning.
Derevjagin deltog i det ryska stafettlaget på 4 x 400 meter som blev bronsmedaljörer vid inomhus-VM 2006 i Moskva.
Han deltog vid EM 2006 i Göteborg där han var i final på 400 meter och slutade åtta på tiden 50,31. Vid såväl VM 2007 som vid Olympiska sommarspelen 2008 blev han utslagen i semifinalen på 400 meter.

## Personligt rekord
- 400 meter - 46,19